# Rüdiger Schmitt (Indogermanist)
Rüdiger Hans Schmitt (* 1. Juni 1939 in Würzburg) ist ein deutscher Iranist und Indogermanist.

## Leben
Rüdiger Schmitt ging in Würzburg und Tegernsee zur Schule und studierte ab 1958 an der Universität Würzburg, an der Universität des Saarlandes bei Manfred Mayrhofer und an der Universität Erlangen bei Karl Hoffmann die Fächer Indogermanische Sprachwissenschaft, Indoiranistik und Klassische Philologie. 1965 wurde er mit einer Arbeit Studien zur indogermanischen Dichtersprache in Saarbrücken summa cum laude promoviert. Die Habilitation erfolgte 1969 ebenfalls in Saarbrücken mit einer Arbeit zur Indogermanistik unter dem Titel „Die Nominalbildung in den Dichtungen des Kallimachos von Kyrene“. Nach Tätigkeiten als wissenschaftlicher Mitarbeiter und Assistent am Saarbrücker Institut für Vergleichende Indogermanische Sprachwissenschaft und Indoiranistik wurde Schmitt dort 1972 zunächst Wissenschaftlicher Rat und Professor und von 1979 bis zu seinem Ruhestand 2004 ordentlicher Universitätsprofessor für Indogermanistik und Iranistik.
Er wurde 1980 korrespondierendes Mitglied der philosophisch-historischen Klasse im Ausland der Österreichischen Akademie der Wissenschaften. Er ist ausländisches Mitglied der Königlichen Dänischen Akademie der Wissenschaften, des Istituto Lombardo Accademia di Scienze e Lettere in Mailand und der Georgischen Akademie der Wissenschaften (1996). Er ist korrespondierendes Mitglied des Deutschen Archäologischen Instituts.

## Veröffentlichungen (Auswahl)
Monographien
- Dichtung und Dichtersprache in indogermanischer Zeit. Harrassowitz, Wiesbaden 1967 (erweiterte Dissertation).
- Die Nominalbildung in den Dichtungen des Kallimachos von Kyrene. Ein Beitrag zur Stellung seines Wortschatzes innerhalb des Griechischen. Harrassowitz, Wiesbaden 1970 (Habilitationsschrift).
- Indogermanische Dichtersprache und Namengebung (= Innsbrucker Beiträge zur Sprachwissenschaft. Bd. 10). Innsbruck 1973.
- Einführung in die griechischen Dialekte. WBG, Darmstadt 1977; 2., unveränderte Auflage ebenda 1991; Sonderausgabe 2011.
- Grammatik des Klassisch-Armenischen mit sprachlichen Erläuterungen (= Innsbrucker Beiträge zur Sprachwissenschaft. Bd. 32). Innsbruck 1981; 2., durchgearbeitete Auflage 2007.
- Altpersische Siegel-Inschriften (= Veröffentlichungen der Iranischen Kommission der Österreichischen Akademie der Wissenschaften. Band 10). Verlag der Österreichischen Akademie der Wissenschaften, Wien 1981, ISBN 3-7001-0390-5.
- Iranische Namen in den indogermanischen Sprachen Kleinasiens. Österreichische Akademie der Wissenschaften, Wien 1982.
- Epigraphisch-exegetische Noten zu Dareios' Bı̄sutūn-Inschriften (= Veröffentlichungen der Iranischen Kommission der Österreichischen Akademie der Wissenschaften. Band 25). Verlag der Österreichischen Akademie der Wissenschaften, Wien 1990, ISBN 3-7001-1770-1.
- Beiträge zu altpersischen Inschriften. Reichert, Wiesbaden 1999, ISBN 978-3-89500-114-7.
- Die iranischen Sprachen in Geschichte und Gegenwart. Reichert, Wiesbaden 2000.
- Meno-Logium Bagistano-Persepolitanum. Studien zu den altpersischen Monatsnamen und ihren elamischen Wiedergaben (= Veröffentlichungen zur Iranistik. Band 30). Verlag der Österreichischen Akademie der Wissenschaften, Wien 2003, ISBN 3-7001-3248-4.
- Das iranische Personen-Namenbuch: Rückschau, Vorschau, Rundschau. Österreichische Akademie der Wissenschaften, Wien 2006.
- Pseudo-altpersische Inschriften. Inschriftenfälschungen und moderne Nachbildungen in altpersischer Keilschrift (= Veröffentlichungen zur Iranistik. Band 39). Verlag der Österreichischen Akademie der Wissenschaften, Wien 2007, ISBN 978-3-7001-3964-5.
- Die altpersischen Inschriften der Achaimeniden. Editio minor mit deutscher Übersetzung. Reichert, Wiesbaden 2009, ISBN 978-3-89500-685-2 (2., korrigierte Auflage, ebenda 2023, ISBN 978-3-7520-0716-9).
- Manfred Mayrhofer: Leben und Werk. Österreichische Akademie der Wissenschaften, Wien 2012.
- Wörterbuch der altpersischen Königsinschriften. Reichert, Wiesbaden 2014, ISBN 978-3-95490-017-6.

Herausgaben
- Indogermanische Dichtersprache (= Wege der Forschung. Band 165). WBG, Darmstadt 1968.
- mit Manfred Mayrhofer, Wolfgang Meid und Bernfried Schlerath: Antiquitates Indogermanicae. Studien zur indogermanischen Altertumskunde und zur Sprach- und Kulturgeschichte der indogermanischen Völker. Gedenkschrift für Hermann Güntert zur 25. Wiederkehr seines Todestages am 23. April 1973 (= Innsbrucker Beiträge zur Sprachwissenschaft. Band 12). Innsbruck 1974.
- Etymologie (= Wege der Forschung. Band 373). WBG, Darmstadt 1977.
- Manfred Mayrhofer: Ausgewählte kleine Schriften. Österreichische Akademie der Wissenschaften, Wien 1979–1996.
  - Band 1: mit Sigrid Deger-Jalkotzy: Ausgewählte kleine Schriften. 1979.
  - Band 2: Festgabe für Manfred Mayrhofer zum 70. Geburtstag. 1996.
- Compendium Linguarum Iranicarum. Reichert, Wiesbaden 1989.
- mit Philippe Gignoux, Manfred Mayrhofer u. a.: Iranisches Personennamenbuch. Mehrbändiges fortlaufendes Werk, Österreichische Akademie der Wissenschaften, Wien 1977 ff.
- The Bisitun inscriptions of Darius the Great: Old Persian text (= Corpus Inscriptionum Iranicarum. Band I, 1, 1). School of Oriental and African Studies, London 1991.
- The Old Persian inscriptions of Naqsh-i Rustam and Persepolis (= Corpus Inscriptionum Iranicarum. Band I, 1, 2). School of Oriental and African Studies, London 2000, ISBN 0-7286-0314-4.
- mit Gerhard Brugmann: Aus Karl Brugmanns Jugenderinnerungen (= Veröffentlichungen zur Iranistik. Band 49). Verlag der Österreichischen Akademie der Wissenschaften, Wien 2009, ISBN 978-3-7001-6542-2.